# Norrvatten

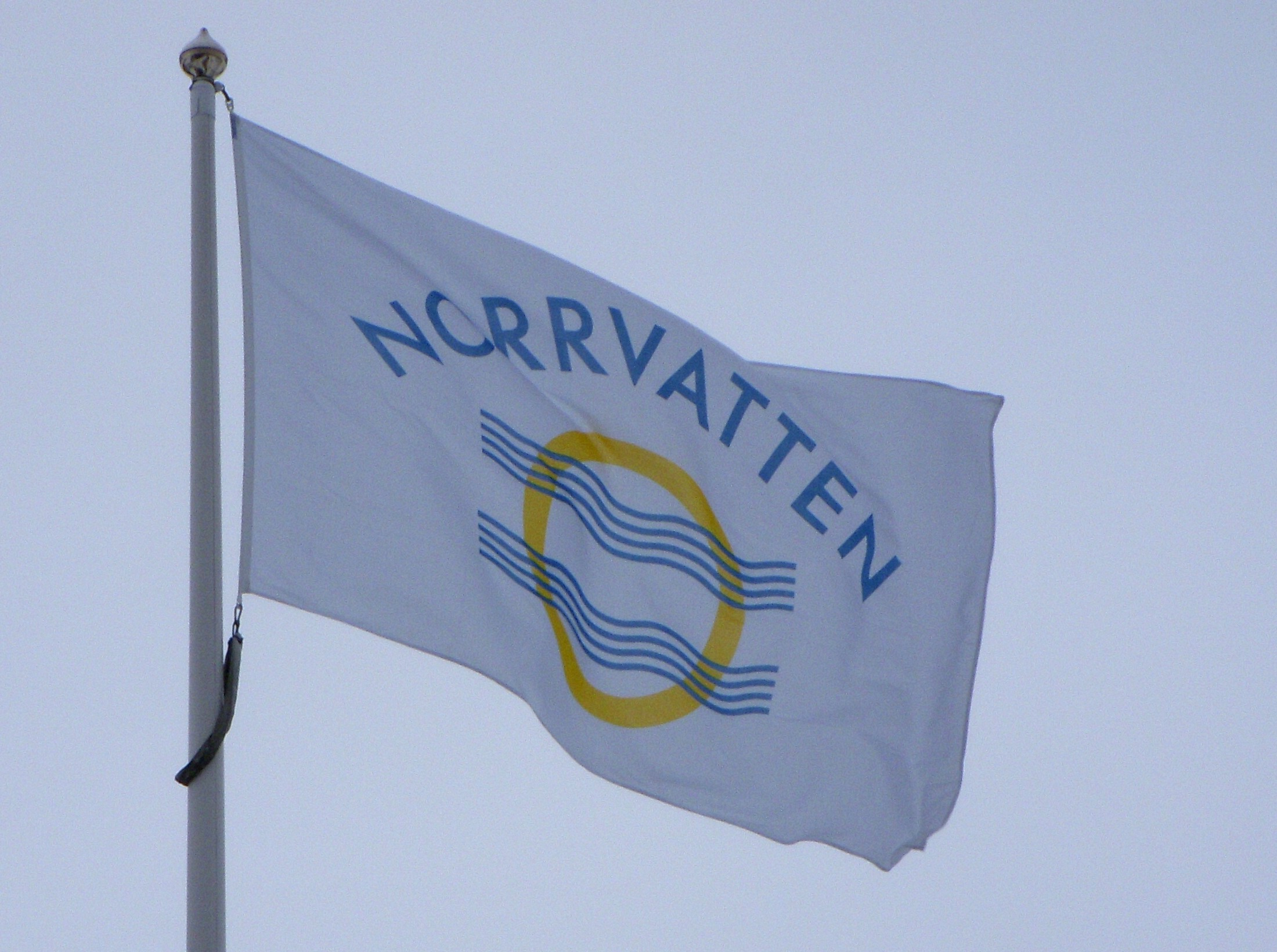
Norrvattens flagga

Norrvatten är ett kommunalförbund bestående av 13 kommuner i Stockholms län samt Knivsta kommun i Uppsala län. Förbundet bildades 1926 och har till uppgift att förse medlemskommunerna med dricksvatten.

## Historia

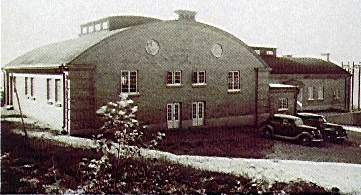
Görvälnverket 1937

Bristen på grundvatten är den egentliga orsaken till att kommunerna började samarbeta kring vattenförsörjningen i regionen och som i dag ombesörjs av kommunalförbundet Norrvatten. 
Ursprungligen bildades ett kommunalförbund (Stockholmstraktens vattenverksförbund numera benämnt kommunalförbundet Norrvatten) mellan förortssamhällena Sundbyberg, Hagalund och Stocksund under 1920-talet. Dessa tätorter hade fram till denna tid fått sitt dricksvatten från brunnar i Järvaåsen, en utlöpare till Brunkebergsåsen, vilka anlagts omkring 1910. Efter ungefär tio år översteg emellertid vattenuppfordringen den naturliga grundvattentillrinningen. Det fick till följd att grundvattennivån sjönk så kraftigt, att bräckt vatten strömmade in i brunnarna från den närbelägna Brunnsviken. 

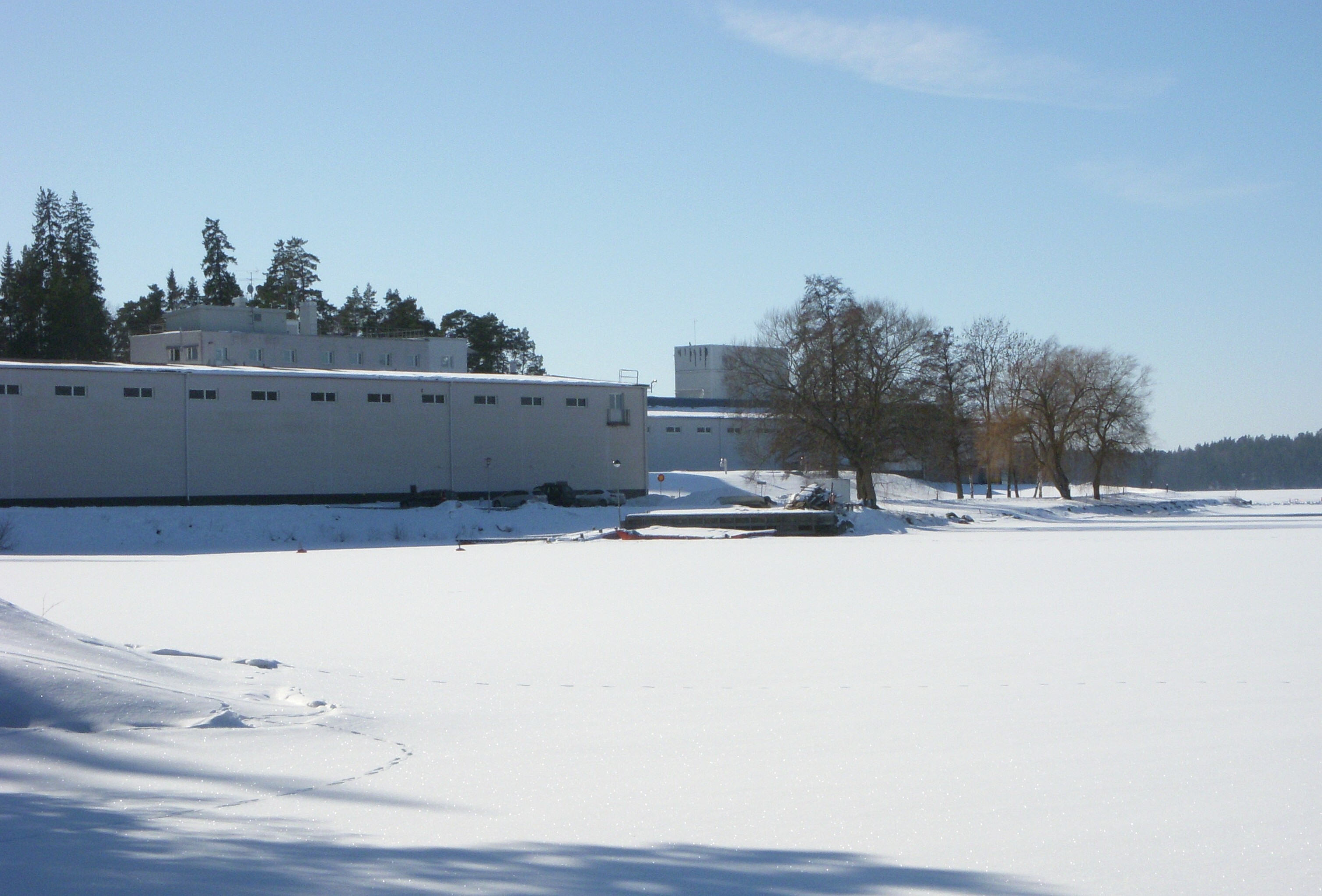
Görvälnverket i mars 2011

Kommunerna tvingades att överge sina grundvattentäkter och bildade ett kommunalförbund med uppgift ”att anlägga vattenledningsverk på lämplig plats i Mälaren samt att genom ledningar därifrån tillhandahålla vatten till Stockholms norra förorter med omnejd”. Den första förbundsordningen är daterad den 11 november 1926. Platsen som valdes blev Skäftingeholmen, belägen cirka fem kilometer väster om Jakobsberg i Järfälla kommun. I slutet av 1920-talet anlades Görvälns vattenverk. 
Utöver de första förbundsmedlemmarna behövde snart en rad andra kommuner inom området skaffa sig tillskott av renat ytvatten. År 1945 inträdde Danderyd och Täby i kommunalförbundet och 1948 blev Järfälla medlem.
Djursholm, som redan under 1920-talet hade deltagit i överläggningar inför förbundets bildande, anslöt sig först 1959. Året därpå var det dags för Sollentuna köping och Vallentuna kommun att bli medlemmar. En ny grupp kommuner, bestående av Märsta, Sigtuna, Upplands-Bro och Upplands Väsby inträdde 1964 som medlemmar i förbundet i samband med att en överenskommelse träffades om att anlägga en gemensam huvudledning för dessa kommuner. Knivsta kommun blev medlem 1969, ett medlemskap som 1971 överflyttades på Uppsala kommun i vilken Knivsta då uppgick. Vaxholm och Österåker blev medlemmar 1972. 2003 blev Knivsta egen kommun igen och Uppsala kommuns medlemskap överflyttades till Knivsta kommun. 2009 tillkom den senaste kommunen, Norrtälje.

## Medlemmar
- Danderyds kommun
- Järfälla kommun
- Knivsta kommun
- Norrtälje kommun
- Sigtuna kommun
- Sollentuna kommun
- Solna kommun
- Sundbybergs kommun
- Täby kommun
- Upplands-Bro kommun
- Upplands Väsby kommun
- Vallentuna kommun
- Vaxholms kommun
- Österåkers kommun